# 旧沙尔蒙
旧沙尔蒙（法語：Vieux-Charmont，法語發音：[vjø ʃaʁmɔ̃]）是法国杜省的一个市镇，位于该省东北部，与大沙尔蒙相邻，属于蒙贝利亚尔区。

## 地理
旧沙尔蒙（47°31'29"N, 6°50'20"E）面积2.51 平方千米，位于法国勃艮第-弗朗什-孔泰大區杜省，该省份为法国东部内陆省份，北起上索恩省，西接汝拉省，东部及东南部与瑞士接壤，东北部与贝尔福地区省接壤。
与旧沙尔蒙接壤的市镇（或旧市镇、城区）包括：布罗尼亚尔、埃蒂普、大沙尔蒙、诺迈、索绍。

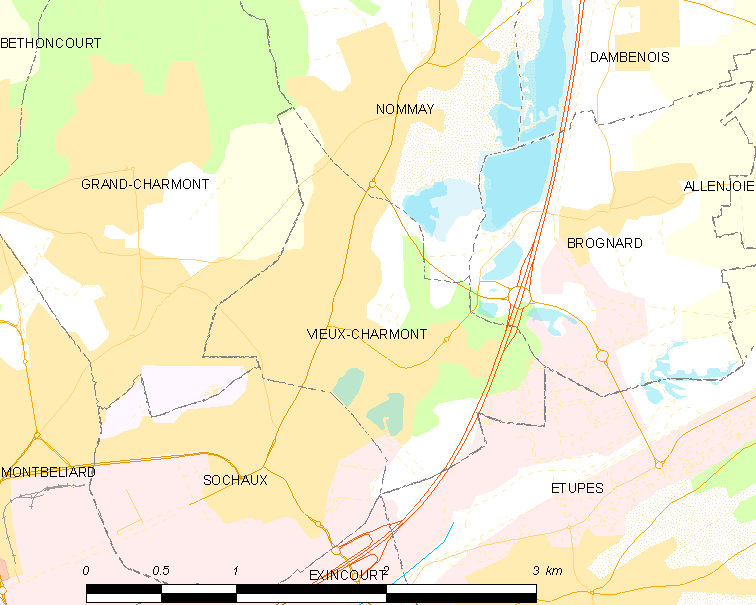
旧沙尔蒙的OSM定位图

旧沙尔蒙的时区为UTC+01:00、UTC+02:00（夏令时）。

## 行政
旧沙尔蒙的邮政编码为25600，INSEE市镇编码为25614。

## 政治
旧沙尔蒙所属的省级选区为伯通库尔县。

## 人口

1962-2008年间旧沙尔蒙人口变化图示

旧沙尔蒙于2022年1月1日时的人口数量为2829人。